# Birchiș (gmina)
Birchiș – gmina w Rumunii, w okręgu Arad. Obejmuje miejscowości Birchiș, Căpâlnaș, Ostrov i Virișmort. W 2011 roku liczyła 1854 mieszkańców.